# 加邁
加邁，克钦邦城镇。根据2014年人口普查，该镇人口为19,430人。

## 历史
1944年5月至6月，国民革命军陆军新编第六军新22师曾在此以“围而不攻”战术击溃日军。